# Jason Niblett
Jason Niblett (Horsham, 18 de febrero de 1983) es un deportista australiano que compitió en ciclismo en la modalidad de pista, especialista en la prueba de velocidad por equipos.
Ganó una medalla de bronce en el Campeonato Mundial de Ciclismo en Pista de 2011, en la prueba de velocidad por equipos.

## Medallero internacional
| Campeonato Mundial | Campeonato Mundial       | Campeonato Mundial | Campeonato Mundial    |
| Año                | Lugar                    | Medalla            | Competición           |
| ------------------ | ------------------------ | ------------------ | --------------------- |
| 2011               | Apeldoorn (Países Bajos) | Medalla de bronce  | Velocidad por equipos |